# Standfussiana nictymera
Standfussiana nictymera är en fjärilsart som beskrevs av Jean Baptiste Boisduval 1832. Standfussiana nictymera ingår i släktet Standfussiana och familjen nattflyn. Inga underarter finns listade i Catalogue of Life.